# マジLOVEレジェンドスター
「マジLOVEレジェンドスター」（マジラヴレジェンドスター）は、ST☆RISHのシングル。2016年10月5日にキングレコードから発売された。

## 批評
CDジャーナルは、「マジLOVEレジェンドスター」は既存のハイテンションな楽曲と異なった、少し落ち着いた曲調が良い。ST☆RISHのハーモニーは元気が出る。「未来、夢、ありがとう…そして!」は感動的な美メロと評した。

## シングル収録曲
| #         | タイトル                                        | 作詞      | 作曲      | 編曲      | 時間  |
| --------- | ----------------------------------------------- | --------- | --------- | --------- | ----- |
| 1.        | 「マジLOVEレジェンドスター」                    | 上松範康  | 上松範康  | 藤間仁    | 4:22  |
| 2.        | 「未来、夢、ありがとう…そして!」                | 上松範康  | 藤田淳平  | 菊田大介  | 4:30  |
| 3.        | 「マジLOVEレジェンドスター -instrumental-」     |           |           |           | 4:22  |
| 4.        | 「未来、夢、ありがとう…そして! -instrumental-」 |           |           |           | 4:28  |
| 合計時間: | 合計時間:                                       | 合計時間: | 合計時間: | 合計時間: | 17:43 |

## メディアでの使用
| マジLOVEレジェンドスター     | テレビアニメ『うたの☆プリンスさまっ♪ マジLOVEレジェンドスター』エンディングテーマ |
| マジLOVEレジェンドスター     | テレビアニメ『うたの☆プリンスさまっ♪ マジLOVEレジェンドスター』Op.13挿入歌        |
| 未来、夢、ありがとう…そして! | テレビアニメ『うたの☆プリンスさまっ♪ マジLOVEレジェンドスター』Op.11挿入歌        |

## チャート
| チャート（2016年）                | 最高位 |
| --------------------------------- | ------ |
| オリコン                          | 7      |
| Billboard Japan Hot 100           | 14     |
| Billboard Japan Hot Animation     | 4      |
| Billboard Japan Top Singles Sales | 8      |

### ユニットメンバー
1. ↑  一十木音也（寺島拓篤）、聖川真斗（鈴村健一）、四ノ宮那月（谷山紀章）、一ノ瀬トキヤ（宮野真守）、神宮寺レン（諏訪部順一）、来栖翔（下野紘）、愛島セシル（鳥海浩輔）